# National Provincial Championship Division 2 2003
La National Provincial Championship Division 2 2003 fue la vigésimo octava edición de la segunda división del principal torneo de rugby de Nueva Zelanda.

## Sistema de disputa
El torneo se disputa en formato todos contra todos a una sola ronda, los primeros cuatro clasificados al finalizar la fase regular clasifican a semifinales, los ganadores de estas clasifican a la final, el equipo que gana la final se corona campeón y disputa un playoff frente a un equipo de Primera División.
El último lugar desciende directamente a la Tercera División.

## Campeonato
Tabla de posiciones
| Pos. | Equipo           | Encuentros | Encuentros | Encuentros | Encuentros | Tantos | Tantos | Tantos | PB | PB | Puntos |
| Pos. | Equipo           | PJ         | PG         | PE         | PP         | F      | C      | Dif    | BO | BD | Puntos |
| ---- | ---------------- | ---------- | ---------- | ---------- | ---------- | ------ | ------ | ------ | -- | -- | ------ |
| 1.º  | Hawke's Bay      | 8          | 8          | 0          | 0          | 323    | 127    | +196   | 5  | 0  | 37     |
| 2.º  | Nelson Bays      | 8          | 7          | 0          | 1          | 246    | 140    | +106   | 4  | 0  | 32     |
| 3.º  | Counties Manukau | 8          | 5          | 0          | 3          | 305    | 172    | +133   | 5  | 2  | 27     |
| 4.º  | North Otago      | 8          | 5          | 0          | 3          | 263    | 202    | +61    | 4  | 2  | 26     |
| 5.º  | Manawatu         | 8          | 5          | 0          | 3          | 161    | 151    | +10    | 2  | 2  | 24     |
| 6.º  | Marlborough      | 8          | 3          | 0          | 5          | 174    | 277    | -103   | 3  | 1  | 16     |
| 7.º  | Thames Valley    | 8          | 2          | 0          | 6          | 146    | 186    | -40    | 1  | 3  | 12     |
| 8.º  | East Coast       | 8          | 1          | 0          | 7          | 168    | 243    | -75    | 3  | 2  | 9      |
| 9.º  | Mid Canterbury   | 8          | 0          | 0          | 8          | 110    | 398    | -288   | 0  | 2  | 2      |

|  | Semifinalistas. |

### Semifinales
| 18 de octubre | Hawke's Bay | 24 -18 | North Otago |  |  |

| 19 de octubre | Nelson Bays | 41 - 36 | Counties Manukau |  |  |

### Final
| 25 de octubre | Hawke's Bay | 57 - 14 | Nelson Bays |  |  |

| Bandera de Nueva Zelanda |
| Campeón Hawke's Bay      |
| Quinto título            |